# Sweet Georgia Brown
Sweet Georgia Brown («Мила Джорджія Браун») — джазовий стандарт Масео Пінкарда на слова Кеннета Кейсі, вперше записаний 1925 року Беном Берні і його оркестром. Згодом з'явились його численні версії, і за даними 2000 року цей музичний стандарт є 13-м у світі за кількістю записаних версій.

## Зміст та музика
Хоча зміст пісні змінювався в залежності від виконавців, оригінальна версія, видана у вигляді нотної брошури, містить текст, що розповідає історію дівчини, «незграбної, але такої охайної» (англ. two left feet but oh so neat), що всі хлопці зітхають за нею з того моменту, як вона з'явилась у місті.
В оригіналі номер був написаний для голосу у супроводі фортепіано, але згодом з'явилось аранжування для популярного в ті роки укулеле.

## Історія
Джазовий номер Sweet Georgia Brown був записаний 1925 року Беном Берні і його оркестром на лейблі Vocalion. З цього моменту Берні називають співавтором музики, хоча сама пісня написана Масео Пінкардом на слова Кеннета Кейсі.
За даними, опублікованими до 75-річчя пісні, Sweet Georgia Brown була 13-м за кількістю записаних версій музичним стандартом у світі. За кількістю зроблених записів вона випереджає «Jingle Bells», «Ol' Man River» та «The Battle Hymn of the Republic». Серед виконавців пісні — Етель Вотерс, Елла Фіцджеральд, Бенні Гудмен, Бінг Кросбі та The Beatles.
З 1930 року Sweet Georgia Brown в різних аранжуваннях регулярно звучить у кінофільмах, а згодом і на телебаченні. Серед десятків фільмів, де вона звучала, «Не став на блондинок» (1935), «Доля вояка в Америці» (1939), «Мілдред Пірс» (1945) та інші. Версія пісні, записана Бразером Бонсом, з 1992 року є офіційним товарним знаком баскетбольної шоу-команди «Гарлем Глобтроттерс», що сприяло підтриманню її популярності.